# День изобретателя и рационализатора
День изобретателя и рационализатора — профессиональный праздник в странах: 

Удостоверение на рационализаторское предложение, СССР

- Беларусь — День изобретателя и рационализатора (последняя суббота июня).
- Россия — День изобретателя и рационализатора (последняя суббота июня).
- Украина — День изобретателя и рационализатора (третья суббота сентября).

## История
Праздник также известен как День изобретателя и День изобретений. Его история уходит корнями в Советский Союз: в 1957 году Академией наук СССР предложила отмечать День изобретателя и рационализатора. И по сей день, после распада Советского Союза, в России, Украине и в Белоруссии продолжают отмечать этот праздник, который сохранил свой первозданный облик, пусть празднование сейчас менее масштабно. 
29 июня 2018 года Всероссийское общество изобретателей и рационализаторов и Российская академия наук восстановили традицию празднования Дня изобретателя и рационализатора в РАН. В этот день прошло награждение лучших изобретателей страны - лауреатов Премии ВОИР, а также чествование лучших рационализаторов крупнейших российских компаний.